# Chrysotus clypeatus
Chrysotus clypeatus är en tvåvingeart som beskrevs av Robinson 1967. Chrysotus clypeatus ingår i släktet Chrysotus och familjen styltflugor.
Artens utbredningsområde är Florida. Inga underarter finns listade i Catalogue of Life.